# .pw
.pw es la extensión de dominio de nivel superior geográfico (ccTLD) asignado inicialmente a Palaos en 1997. Actualmente este ha sido reasignado varias veces, la última vez por Directi, grupo empresarial dedicado al registro de internet, entre otras actividades afines también de internet, quienes renombraron el dominio para la expresión “Professional Web” (web profesional en español). Desde el 25 de marzo de 2014 el dominio está libre para el uso del público en general.  
El 10 de junio de 2013, se anunció que se sobrepasaron los 250.000 registros asignados a este dominio.